# أندرياس هرتزل
أندرياس هرتزل (25 مارس 1993 بزيورخ في سويسرا - ) هو لاعب كرة قدم سويسري في مركز حراسة المرمى. لعب مع نادي آراو ونادي فادوتس ونادي هامبورغ ونادي بادن ‏ وFC Wangen bei Olten ‏ وFC Tuggen ‏ وSC Zofingen ‏.

## وصلات خارجية
- أندرياس هرتزل على موقع قاعدة بيانات كرة القدم.إي يو (الإنجليزية)
- أندرياس هرتزل على موقع Soccerbase.com (لاعب) (الإنجليزية)
- أندرياس هرتزل على موقع Soccerway.com (الإنجليزية)
- أندرياس هرتزل على موقع عالم كرة القدم.نت (الإنجليزية)
- أندرياس هرتزل على موقع AS.com (الإسبانية)